# Patagonische buizerd
De Patagonische buizerd (Buteo ventralis) is een middelgrote roofvogel uit het geslacht buizerds en de onderfamilie van de buizerdachtigen. De vogel werd in 1837 door John Gould geldig beschreven aan de hand van door Charles Darwin verzameld materiaal tijdens zijn reis met de Beagle. Het is een kwetsbare soort buizerd in het zuidelijk gedeelte van Zuid-Amerika.

## Kenmerken
De vogel is 45 tot 60 cm lang en de spanwijdte is 119 tot 139 cm. Er bestaan diverse kleurvormen van deze buizerd, er zijn lichte en donker gekleurde varianten. De donkere vorm is roetkleurig van boven en bleek van onder met grijs gespikkelde ondervleugels. De lichte vorm is donkerbruin van boven met een witte keel. De staart is roodbruin met 8 tot 10 zwarte dwarsbanden.

## Verspreiding en leefgebied
Deze soort komt voor in het zuidelijk gedeelte van Zuid-Amerika, met name in zuidelijk Chili en zuidwestelijk Argentinië.

## Status
De grootte van de populatie werd in 2016 door BirdLife International geschat op 250-1000 volwassen individuen. De populatie-aantallen nemen af door vervolging en habitatverlies. Het leefgebied wordt aangetast door waarbij natuurlijk bos plaats maakt voor agrarisch gebruikt land voor beweiding of naaldhoutteelt. Om deze redenen staat deze soort als kwetsbaar op de Rode Lijst van de IUCN.